# قطعنامه ۲۷۵ شورای امنیت
قطعنامه ۲۷۵ شورای امنیت سازمان ملل متحد که در تاریخ ۲۲ دسامبر ۱۹۶۹ تصویب شد، سندی بین‌المللی دربارهٔ شکایت توسط گینه است. این قطعنامه طی نشست ۱٬۵۲۶ام
با ۹ موافق،۰ مخالف و۶ ممتنع تصویب شد.